# آذان القاضي
أذان القاضي أو وَذْنِين القاضي أو وْذَان القاضي (باللغة العربية: آذان القاضي) أو الدبلة عند مجتمع اليهود السفارديين، هي نوع من المعجنات المستهلكةفي الجزائر وتونس. ويُخلط الدقيق والبيض والزيت وماء زهرة البرتقال والسكر والملح، ويُلف العجين الناتج ويُقطع إلى شرائح. ثم تُغمس في الزيت الساخن وتُلف حول شوكة. بعد تصفيتها تُغلف بالعسل أو بالشراب أو تُرش بمسحوق السكر. تُستخدم بذور السمسم أحيانًا زينةً.

## طالع أيضًا
- آذان القاضي (الأندلس)